# Hirasea diplomphalus
Hirasea diplomphalus é uma espécie de gastrópode da família Endodontidae.
É endémica do Japão.